# Скроловање
На рачунарским екранима, у филмској продукцији, телевизијској продукцији, видео играма и другим кинетичким екранима, скроловање је термин којим се означава вертикално или хоризонтално клизање текста, слика или видеа преко монитора или дисплеја. Скроловање не мења распоред текста или слика, већ помера кориснички поглед преко екрана компјутера, мобилног телефона или неког другог електронског уређаја. Уобичајени специјални ефекат на телевизији и филмовима познат је као "скроловање одјавне шпице", док позадина остаје непокретна. Скроловање се може одвијати потпуно без интервенције корисника (као код филмске одјавне шпице) или се покренути превлачењем прста преко екрана осетљивим на додир, на неком интерактивном уређају, попут мобилног телефона.
Скроловање се може одвијати у дискретним корацима (један или неколико редова текста одједном) или континуирано (глатко скроловање). Брзина (фреквенција) кадрова (frame rate) је брзина којом се цела слика поново учитава на екран. Повезана је са скроловањем по томе што се промене положаја текста и слике могу десити само онолико брзо колико се слика може брзо учитати на екран. Када је брзина кадрова ограничавајући фактор код компјутера или мобилног телефона, скроловања тада може бити омогућено замућеним приказом екрана.

## Рачунарска примена
У графичком корисничком интерфејсу (GUI) скроловање које контролише корисник врши се манипулисањем траком за скроловање са десне стране екрана, мишем или коришћењем пречица на тастатури, често тастера са стрелицама које показују горе, доле, лево или десно. Скроловање често подржавају текстуални кориснички интерфејси и интерфејси командне линије. Старији рачунарски терминали су мењали цео садржај екрана за по један екран („страницу“); овај режим захтевао је мање процесорских ресурса него скроловање какво знамо данас. Многи рачунарски мишеви имају точкић који помера екран када се котрља. Други рачунарски мишеви имају куглице за скроловање или точкове за нагињање који омогућавају и вертикално и хоризонтално скроловање.
Неки софтвери подржавају и друге начине скроловања. Adobe Reader има режим скроловања који се идентификује малом иконом руке („ручни алат“ - hand tool). Кликом на иконицу руке и померањем миша скроловање се врши  као да се клизи кроз велики лист папира. Када се ова функција имплементира на екрану осетљивом на додир, назива се кинетичко скроловање. Екрани осетљиви на додир често користе инерцијално скроловање, у којем се кретање скроловања објекта контролише јачином додира, симулирајући кретање објекта под инерцијом. Рана имплементација таквог скроловања била је у ПДА уређају „Star7“ компаније Sun Microsystems (1991/1992).
Ако је било који садржај преширок да би стао на екран, потребно је хоризонтално скроловање да би се цео садржај видео. У апликацијама као што су графика и табеле често постоји више садржаја него што може да стане у ширину или висину екрана, па је  скроловање у оба смера неопходно.

### Скроловање текста
У језицима који се пишу хоризонтално, као што су већина индоевропских језика, текстуални садржаји могу бити дужи него што је ширина екрана, па се текст често приказује преломљен и величине прилагођене ширини екрана. Могуће је приказати редове који су предуги да би се уклопили у екран без преламања, померајући се хоризонтално да би се видео цео ред. Међутим, ово захтева незгодно константно померање ред по ред, док је вертикално померање потребно тек након читања целог екрана.
Софтвер као што су програми за обраду текста и веб прегледачи обично користе прелом речи да би приказали онолико речи у једном реду колико ће се уклопити у ширину екрана или прозора.

### Видео игре
У компјутерским и видео играма, преглед целог виртуелног игралишта омогућава играчу да контролише објекат у великом континуираном подручју. Рани примери ове методе укључују Таитову вертикално скролујућу тркачку видео игру из 1974. године, Speed Race, Сегаине тркачке игре из 1976. са скроловањем унапред, Moto-Cross, Fonz, Road Race  и Super Bug. Раније се метод обртања екрана (flip screen) користио за илузију покретних позадина.
Аркадна системска плоча Namco Galaxian, представљена са Galaxian-ом 1979. била је пионир у систему спрајтова (битмап игара) који је анимирао унапред учитане спрајтове преко позадине која се помера, што је постало основа за Nintendo-ов Radar Scope и Donkey Kong аркадни хардвер и кућне конзоле као што је Nintendo Entertainment System.
Паралакс скроловање, које је први пут представљено у игри Moon Patrol, укључује неколико полупрозирних слојева (званих поља за игру), који се скролују једно преко другог у различитим брзинама како би се створила рана псеудо-3Д илузија дубине.
Белт скроловање је метода која се користи у играма са бочним скроловањем са углом камере надоле где играчи могу да се крећу у свим правцима: горе, доле, лево и десно.

## Стручне студије о рачунарском скроловању
Чланак Џорџа Фицмориса из 1993. проучавао је просторно свесне палмтоп рачунаре. Ови уређаји су имали 3Д сензор где је померање уређаја узроковало померање садржаја као да је садржај фиксиран на месту. Ова интеракција би се могла назвати „скроловање померањем уређаја“. Такође, ако би корисник померио уређај даље од свог тела, зумирао би; обрнуто, уређај би умањио зум ако би корисник привукао уређај ближе себи. Камере паметних телефона и анализа слике „оптичког тока“ (optic flow) данас користе ову технику.
Истраживачки рад Џуна Рекимота из 1996. анализирао је операције нагињање као технику скроловања на интерфејсима малих екрана. Корисници су могли не само да нагињу екран да би скроловали, већ и да би бирали ставке менија. Ове технике су се показале посебно корисним за теренске раднике који су морали да држе и контролишу уређај само једном руком.
Студија из 2013. коју су спровели Селина Шармин, Олег Шпаков и Кари-Јоуко Раиха истраживала је радњу читања текста на екрану док се текст аутоматски помера на основу образаца праћења погледа (eye tracking) корисника. Контролна група је једноставно читала текст на екрану и ручно померала садржај. Студија је показала да су учесници више волели да читају текст на врху екрана, па се екран померао надоле кад год би очи учесника почеле да се спуштају ка дну екрана. Ово аутоматско померање није изазвало статистички значајну разлику у брзини или квалитету читања.
Недатирана студија спроведена током или после 2010. коју су спровели Деде Фредерик, Џејмс Молер, Михаела Ворвореану и Роналд Глоцбах, истакла је да паралакс скроловање „може изазвати мучнину код одређених људи“.